# Wolfgang Zinth
Wolfgang Zinth (* 27. November 1950 in Obergünzburg) ist ein deutscher Physiker.

## Leben und Werk
Zinth studierte Physik an der TU München, wo er 1976 diplomierte, 1979 promovierte und 1985 habilitierte. Von 1987 bis 1991 war er dort Professor für Physik. Seit 1991 ist er Professor für Physik an der Ludwig-Maximilians-Universität München, wo er in den Jahren 1999 bis 2003 auch Studiendekan war. Heute ist er dort Inhaber des „Lehrstuhls für BioMolekulare Optik“ (BMO).
Seit 2012 ist er ordentliches Mitglied der Bayerischen Akademie der Wissenschaften.
Zinth ist verheiratet und hat zwei Töchter.

## Veröffentlichungen
- Wolfgang Zinth, Ursula Zinth: Optik. 3. Auflage. Oldenbourg, München 2011, ISBN 978-3-486-70534-8.